# Psydrocercops
Psydrocercops là một chi bướm đêm thuộc họ Gracillariidae.

## Các loài
- Psydrocercops wisteriae (Kuroko, 1982)